# Stemmops cambridgei
Stemmops cambridgei är en spindelart som beskrevs av Levi 1955. Stemmops cambridgei ingår i släktet Stemmops och familjen klotspindlar. Inga underarter finns listade i Catalogue of Life.